# Godanca e Poshtëm
Godanc i Poshtëm (albanska: Godanc i Poshtëm, serbiska: Donje Godance) är en by i Kosovo. Den ligger i kommunen Komuna e Shtimes. Enligt den senaste folkräkningen år 2011 fanns det 1 330 invånare.

## Demografi
| Demografi          | 2011 |
| ------------------ | ---- |
| albaner            | 1327 |
| bosnier            | 1    |
| annan nationalitet | 1    |
| okänt              | 1    |